# Rinaldo Nocentini
Rinaldo Nocentini (né le 25 septembre 1977 à Montevarchi, dans la province d'Arezzo en Toscane) est un coureur cycliste italien. Professionnel de 1999 à 2019. Considéré comme un « puncheur », il a notamment terminé 6e de la Flèche wallonne en 2007 et a porté le maillot jaune huit jours sur le Tour de France 2009.

## Biographie

### Débuts chez Mapei
Rinaldo Nocentini passe professionnel en 1999 au sein de la Mapei-Quick Step, une équipe phare de son époque. Il se signale dès le début de saison en remportant coup sur coup deux étapes du Tour de Langkawi. 
L'année suivante, il se signale en terminant deuxième d'une étape de Paris-Nice. Il continue son apprentissage en disputant pour la première fois la Flèche wallonne et Liège-Bastogne-Liège qu'il termine respectivement 20e et 32e. Il dispute également son premier grand tour à l'occasion du Tour d'Italie, qu'il termine 64e.
La saison suivante est une déception puisqu'il n'obtient aucun résultat significatif. Son seul « top 10 » de cette année 2001 est réalisé sur la huitième étape du Tour de Langkawi. Après cette saison blanche, il n'est pas conservé par son équipe.

### Rebond au sein de formations italiennes
Pour la saison 2002, il s'engage en faveur de l'équipe Fassa Bortolo. Il se signale par une deuxième place lors de la sixième étape de Tirreno-Adriatico, ainsi qu'une cinquième place sur le Tour de Toscane. 
En 2003, il signe chez Formaggi Pinzolo Fiavè. Fin avril, il passe près de la victoire en prenant la deuxième place de la dernière étape du Tour du Trentin. Il se rattrape une semaine plus tard en levant les bras sur le Tour de Toscane, son premier succès depuis plus de 4 ans. En juin, il réalise également un bon Tour d'Autriche en prenant la sixième place finale, ainsi qu'en glanant le Grand Prix de la Montagne.
La saison suivante, il s'engage dans l'équipe Acqua & Sapone. Après un début de saison discret, il échoue en mai au pied du podium sur le Grand Prix de l'Industrie et de l'Artisanat de Larciano. Sur le Tour d'Italie, il termine encore deuxième d'étape, mais à plus d'une minute du vainqueur, Damiano Cunego. En juin, il termine troisième du Tour des Apennins. Il se signale également en septembre, en remportant une étape sur le Tour de Pologne. Il enchaîne avec les cinquième et troisième places des Tours du Latium et d'Émilie.
Après un début d'année 2005 très discret, il lance véritablement sa saison en juin en remportant la Subida al Naranco . Par la suite les bons résultats s’enchaînent : neuvième du Tour d'Autriche et sixième du Rothaus Regio-Tour. Il est également performant sur les semi-classiques d’août et septembre : en effet, il obtient des top 10 sur sept d'entre elles, avec comme point d'orgue un podium sur le Grand Prix de Camaiore et une deuxième place sur la Coppa Sabatini. Mais sur le Tour de Lombardie, il ne peut faire mieux que 22e.
En 2006, Nocentini se met en évidence dès le début de saison en terminant cinquième du Tour méditéranéen après deux podiums d'étape. Il termine ensuite troisième du Trofeo Laigueglia, puis accroche deux « tops 5 » sur Tirreno-Adriatico qu'il termine treizième. Fin avril, il est quatrième du Tour de Toscane. Sur la deuxième partie de saison, il se montre très performant, notamment sur les semi-classiques italiennes. Ainsi, il termine deuxième des Trois vallées varésines, battu au sprint par Stefano Garzelli. Mais surtout, il remporte le Tour des Apennins, le Tour de Vénétie, et la Coppa Placci. Grâce à ces performances, il se classe troisième de l'UCI Europe Tour. 

### Retour dans une équipe World Tour
Après quatre saisons dans les divisions inférieures, Nocentini retrouve l'élite en s'engageant en 2007 avec l'équipe AG2R. Il se met en évidence dès sa première course, le Tour méditéranéen, dont il remporte une étape. Début avril, il s'impose sur le Grand Prix Miguel Indurain devant deux coureurs de renom, Joaquim Rodríguez et Alejandro Valverde. Il se classe ensuite sixième de la Flèche wallonne. Durant l'été, il prend la septième place du Grand Prix de Plouay. Sa fin de saison est beaucoup plus discrète.
Il commence sa saison 2008 en terminant au pied du podium du Tour méditéranéen. Il termine ensuite deuxième du Tour du Haut-Var, battu par Davide Rebellin. Il prend sa revanche une semaine plus tard en remportant le Grand Prix de Lugano devant ce dernier. En revanche, sur Paris-Nice, Nocentini doit à nouveau s'incliner face à son compatriote, pour seulement 3 secondes. Il termine ensuite septième de Milan-San Remo, le meilleur résultat de sa carrière sur cette épreuve. Sur le Tour d'Italie, il parvient à terminer sur le podium de la dix-huitième étape. Il dispute cette année-là son premier Tour d'Espagne, dont il termine quatrième d'une étape.
En 2009, il remporte, dès février, une étape du Tour de Californie. Par la suite, il prend quelques places d'honneur : neuvième du Critérium international, dixième de la Flèche wallonne, quinzième de Liège-Bastogne-Liège, septième du Grand Prix de Plumelec. En juillet, il prend le départ de son premier Tour de France. Il parvient à prendre le maillot jaune lors de la septième étape, à la faveur d'une échappée. L'étape revient quant à elle à Brice Feillu. Il conserve la tête du classement général durant une semaine, puis la cède à Alberto Contador à l'issue de la première étape alpestre. Il termine le Tour à la 13e place, son meilleur classement dans un grand tour.
Il se met en évidence en début de saison en 2010 en terminant deuxième du Tour méditerranéen (course qu'il a finalement bien gagnée après le déclassement de Valverde) puis en remportant la première étape du Tour du Haut-Var. Il déclare alors viser le podium de Paris-Nice. Toutefois, cette ambition est compromise à la suite d'une chute survenue lors du Gran Premio dell'Insubria entraînant une fracture tibia-péroné. Effectuant son retour à la compétition en juin lors du Tour de Suisse, il participe néanmoins au Tour de France. Cependant, il n'y obtient aucun résultat, comme lors de la fin de saison.
En 2011, il termine successivement sur les podium du Tour du Haut-Var et du Gran Premio dell'Insubria. En fin de saison, il finit sixième du Tour de Pologne, à seulement 28 secondes de Peter Sagan, et neuvième du Grand Prix de Montréal.
Lors de la saison 2012, il termine quatrième du classement général de Tirreno-Adriatico. Il finit ensuite cinquième du Critérium international, après une deuxième place sur l'étape reine. Il se montre régulier sur les classiques ardennaises en terminant neuvième de l'Amstel Gold Race, douzième de la Flèche wallonne et onzième de Liège-Bastogne-Liège, son meilleur résultat sur cette épreuve. Sur le Tour de Romandie, il termine deuxième d'étape. Au Critérium du Dauphiné, il finit à deux reprises dans les cinq premiers d'étape. Sur le Tour de Pologne, il prend, comme l'année précédente, la sixième place du classement général. Durant la Vuelta, il termine à trois reprises dans les dix premiers d'étapes, et finit dix-huitième du classement général. En toute fin de saison, il termine sixième du Tour de Pékin.
En début d'année 2013, Nocentini parvient à se classer cinquième d'un Tour d'Oman très relevé. Il enchaîne par deux podium successifs, sur le Grand Prix de Camaiore, puis sur les Strade Bianche. En avril, il prend des honorables 10e et 14e place sur la Flèche Wallonne et sur Liège-Bastogne-Liège. Il termine ensuite 5e de son championnat national. Sur le Tour de Burgos, il passe près de la victoire d'étape, seulement devancé au sprint par Jens Keukeleire. Il réalise ensuite une Vuelta de bonne facture, rentrant à trois reprises dans le top 10 d'étape, dont une deuxième place. Après une quatrième place sur le Grand Prix de la côte étrusque, il dispute les championnats du monde se déroulant cette année-la en Italie, mais il doit abandonner.
Après un début de saison 2014 sans performance notable, Nocentini chute durant le Tour du Pays basque et doit être opéré à la suite d'une fracture de l'omoplate gauche, ce qui le prive des classiques ardennaises. Il revient à la compétition fin juillet mais se montre très discret jusqu'en octobre où il prend la deuxième place de Milan-Turin. Dans la foulée, il prend la dixième place du Tour de Lombardie, le meilleur résultat de sa carrière sur cette course. Il conclut sa saison par une huitième place sur le Tour de Pékin.
En revanche, sa saison 2015 est une déception. Il ne signe que trois tops 10 d'étape, sur Tirreno-Adriatico, le Giro et la Vuelta. À la suite de cette saison presque blanche, il n'est pas conservé par AG2R La Mondiale.

### Fin de carrière dans une équipe portugaise
Il s'engage pour la saison 2016 en faveur de l'équipe continentale portugaise Reporting-Tavira. Après un début de saison discret, il termine huitième de la Semaine internationale Coppi et Bartali, puis treizième du Tour de Castille et Léon. Il se classe deuxième du Tour d'Azerbaïdjan, battu pour seulement deux secondes. Il se rattrape deux mois plus tard en gagnant une autre course à étapes : le Trophée Joaquim-Agostinho. Il passe encore près de la victoire en étant battu au sprint sur une étape du Tour du Portugal.
Sa saison 2017, essentiellement disputée au Portugal, débute par une neuvième place sur le Tour de l'Algarve. Il s'adjuge ensuite la 1re étape du Tour de l'Alentejo au sommet de la difficile côte de Castelo a Vide, puis prend la deuxième place finale. Il termine à nouveau 2e, à l'occasion de la Classica Aldeias do Xisto. Fin juin, sur un circuit très difficile, il parvient, à presque 40 ans, à monter sur le podium du championnat d'Italie sur route pour la première fois de sa carrière. Dans la foulée, il termine deuxième du Trophée Joaquim-Agostinho dont il était tenant du titre. Il conclut cette année en échouant au pied du podium du Tour du Portugal.
Nocentini décide de continuer en 2018. Sa saison démarre très fort puisqu'il remporte deux étapes de la Tropicale Amissa Bongo, dont il prend la sixième place finale. La suite de sa saison est beaucoup plus décevante. En effet, il finit toutes les courses auxquelles il participe très loin des meilleurs, avec un seul top 10, sur une étape du Tour du Portugal. Il arrête sa carrière à l'issue de la saison 2019.
Le 3 décembre 2020, le tribunal antidopage italien le suspend quatre ans et invalide ses résultats depuis 2018.

## Palmarès et classements mondiaux

### Palmarès amateur
- 1995
  -  Médaillé de bronze au championnat du monde sur route juniors
- 1996
  - Gran Premio La Torre
- 1997
  - Grand Prix de la ville d'Empoli
  - 3e du Gran Premio La Torre
  - 3e du Giro del Mugello
  - 3e du Giro del Casentino
- 1998
  - Trofeo Sala del Brigidino
  - 1re étape du Tour des régions italiennes
  - Coppa Caduti-Puglia di Arezzo
  - 2e de Pistoia-Fiorano
  - 2e de la Coppa Fiera di Mercatale
  - 2e du Grand Prix Industrie del Marmo
  - 2e de Bologna-Passo della Raticosa
  -  Médaillé d'argent au championnat du monde sur route espoirs
  - 3e du Gran Premio Montanino
  - 3e du championnat d'Italie sur route espoirs
  - 3e du Trofeo SC Corsanico
  - 3e du Trofeo di Autunno del Monte Pisano
  - 3e du Gran Premio Ciaponi Edilizia

### Résultats sur les grands tours

#### Tour de France
2 participations
- 2009 : 12e,  maillot jaune pendant 8 jours
- 2010 : 98e

#### Tour d'Italie
8 participations
- 2000 : 64e
- 2001 : 66e
- 2003 : 58e
- 2004 : 34e
- 2007 : 47e
- 2008 : 56e
- 2011 : 70e
- 2015 : 73e

#### Tour d'Espagne
7 participations
- 2008 : 23e
- 2009 : abandon (13e étape)
- 2010 : 53e
- 2012 : 18e
- 2013 : 53e
- 2014 : 96e
- 2015 : 85e

### Classements mondiaux
| Année                  | 2005 | 2006 | 2007 | 2008 | 2009 | 2010 | 2011 | 2012 | 2013 | 2014 | 2015 | 2016 | 2017 |
| ---------------------- | ---- | ---- | ---- | ---- | ---- | ---- | ---- | ---- | ---- | ---- | ---- | ---- | ---- |
| Classement ProTour     |      |      | 86e  |      |      |      |      |      |      |      |      |      |      |
| Calendrier mondial UCI |      |      |      |      | 116e |      |      |      |      |      |      |      |      |
| UCI World Tour         |      |      |      |      |      |      | 89e  | 30e  | 151e | 106e | 206e |      |      |
| UCI Europe Tour        | 21e  | 3e   |      |      |      |      |      |      |      |      |      | 206e | 86e  |